# Zootehnie

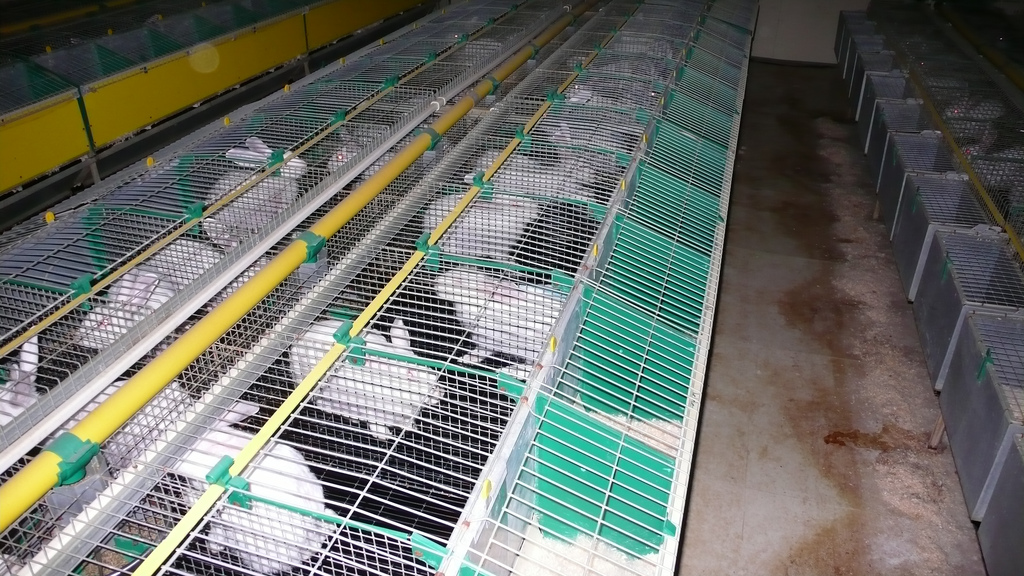
Cunicultură

Zootehnia este ansamblul de științe și tehnici aplicate creșterii animalelor pentru producția alimentară, producția de îmbrăcăminte și tracțiune (carne, lapte, ouă, lână, chiar și animale de companie, sport ecvestru etc.). Zootehnia include îngrijirea, hrănirea, reproducerea și selecția speciilor de animale.

## Prezentare
Zootehnia este știința care studiază tehnicile de creștere a animalelor în producția agricolă în general. Scopul este de a optimiza producția atât din punct de vedere calitativ, cât și cantitativ. De asemenea, studiază confortul, sănătatea și bunăstarea animalelor, precum și condițiile de muncă ale personalului zootehnic, pentru a asigura o relație bună între animale și îngrijitori și eficiența muncii acestora, îmbunătățind astfel condițiile de creștere.
Studiul creșterii fiziologice a animalelor contribuie la îmbunătățirea calității cărnii. Studiile științifice realizate de INRAE permit o mai bună înțelegere a anatomiei și compoziției corporale a animalelor. Aceste studii analizează itinerariile animalelor: de la fătare până la sacrificare pentru consum ca carne.
Zootehnia se ocupă, de asemenea, de gestionarea turmelor și de definirea conceptului de bunăstare a animalelor.